# Ibón de Bachimaña Bajo
El ibón de Bachimaña Bajo es un ibón del pirineo aragonés oscense, situado en el valle de Tena. Se encuentra situado a 2190 metros de altitud sobre el nivel del mar. En él se ha construido una presa, por eso ahora se denomina embalse de Bachimaña Bajo, aunque en realidad es un ibón utilizado como embalse.

## Descripción
El ibón tiene 3,2 hectáreas de superficie. Su profundidad es desconocida, pero no es muy grande. Aun así, es profundo como para poder cubrir a una persona. El ibón no sirve de embalse, ya que el deshielo de los picos próximos va a parar a este ibón y al vecino Ibón de Bachimaña Alto.

## Excursiones
Tiene cierto interés para las rutas, ya que, al estar situado a los pies del pico Serrato (2877 m) y pico Chuans (2757 m), permite ascender a estos picos o a los picos del Infierno (3082 m), entre otras muchas rutas de montaña. También se puede ascender al ibón de Bachimaña Alto (2207 m). También un lugar, uno de los más transitados y de ahí el interés de esa zona, es el circo de la Gran Facha (3005 m), lugar muy visitado que aporta algo de interés al ibón. También es interesante el collado de las Argualas y el pico Pondiellos, más fácil de ascender por la ruta de los Baños de Panticosa. Desde Bachimaña Bajo un camino asciende al Garmo Negro (3051 m), pero como en la ruta anterior, lo más fácil es hacerlo desde Baños de Panticosa.
Sobre el ibón de Bachimaña Bajo está el Refugio de los ibones de Bachimaña.